# Escuela Superior de Música y Teatro «Felix Mendelssohn Bartholdy» de Leipzig
La Escuela Superior de Música y Teatro «Felix Mendelssohn Bartholdy» de Leipzig (en alemán: Hochschule für Musik und Theater „Felix Mendelssohn Bartholdy“ Leipzig) se encuentra en la ciudad alemana de Leipzig en el estado de Sajonia. Fue fundada por Felix Mendelssohn en 1843 como Conservatorium der Musik, lo que la convierte en la Escuela Superior de Música más antigua de Alemania. Las Escuelas Superiores de Música, al contrario de lo que pudiese indicar su nombre, son según el derecho alemán, equivalentes a una universidad y tienen por lo tanto el derecho de Promotion, es decir, que les está permitido ofrecer programas de doctorado, a diferencia de una Fachhochschule, donde esto no es posible.
La escuela amplió su campo de enseñanza con la incorporación del departamento de arte dramático en 1992. Hoy en día, junto a las universidades de música de Berlín y Colonia, es la mejor universidad de música y teatro de Alemania, reconocida tanto en el extranjero como dentro del país.

## Historia
La universidad fue fundada el 2 de abril de 1843 por el compositor y director de la Orquesta de la Gewandhaus de Leipzig Felix Mendelssohn Bartholdy como Conservatorium der Musik. Los primeros profesores de los instrumentos de orquesta fueron los músicos de la Orquesta de la Gewandhaus con la finalidad de formar a los próximos miembros de la orquesta. La tradición que obligaba a los músicos de la orquesta a instruir a los futuros músicos se abolió en 1990 tras la Reunificación alemana.
En 1876 el Convervatorium recibió la aprobación para cambiar su nombre a Königliches Konservatorium der Musik zu Leipzig (Conservatorio Real de Música de Leipzig). El 5 de diciembre de 1887 se inauguró el nuevo edificio en la Grassistraße 8, el cual fue concebido por el arquitecto Hugo Licht (1841-1923). Hoy en día la universidad aún usa el edificio inaugural.
En 1924 se cambió el nombre Königliches Konservatorium -después de que el Reino de Sajonia dejara de existir- a Landeskonservatorium der Musik zu Leipzig (Conservatorio Nacional de Música de Leipzig). En 1938 estudiaban 342 estudiantes en el Conservatorio, lo cual lo hacía el cuarto más grande de Alemania después de Berlín, Múnich y Colonia. Sin embargo, en esa época tan sólo les era permitido estudiar a los hombres.
De 1939 a 1945 fue director de la universidad el compositor austríaco Johann Nepomuk David (1895-1977), que era profesor desde 1934. El 8 de junio de 1941 se cambió nuevamente el nombre por el de Staatliche Hochschule für Musik, Musikerziehung und darstellende Kunst (Escuela Superior Nacional de Música, Educación musical y artes escénicas). En 1944 se cerró la universidad debido a la Segunda Guerra Mundial.
El 1 de octubre de 1946 se reabrieron sus puertas bajo el nombre de Mendelssohn-Akademie, el cual fue nuevamente cambiado el 4 de noviembre de 1972 con ocasión del 125 aniversario de la muerte de su fundador. Desde entonces se llama Hochschule für Musik „Felix Mendelssohn Bartholdy“, en español Escuela Superior (o Universidad) de Música Felix Mendelssohn Bartholdy.
La ley del Estado de Sajonia del 10 de abril de 1992 confirmó la existencia de la universidad y además le añadió la disciplina de dramaturgia después de que fue cerrada la Escuela de Teatro Hans Otto de Leipzig. La antigua Escuela de Teatro Hans Otto fue la primera Escuela Superior de Dramaturgia en Alemania, por lo cual la actual Escuela Superior de Música y Teatro Felix Mendelssohn Bartholdy nació de la fusión de estas dos escuelas muy destacadas. También en 1992 se refundó el Instituto de música religiosa (K.I.), el cual tiene una importante tradición en Alemania.

## Nombre
- 1843-1876: Conservatorio de Música — Conservatorium der Musik
- 1876-1924: Conservatorio Real de Música de Leipzig — Königliches Konservatorium der Musik zu Leipzig
- 1924-1941: Conservatorio Nacional de Música de Leipzig — Landeskonservatorium der Musik zu Leipzig
- 1941-1944: Escuela Superior estatal de Música, educación musical y artes escénicas — Staatliche Hochschule für Musik, Musikerziehung und darstellende Kunst
- 1946-1972: Escuela Superior de Música, Academia Mendelssohn — Staatliche Hochschule für Musik – Mendelssohn-Akademie
- 1972-1992: Escuela Superior de Música «Felix Mendelssohn Bartholdy» — Hochschule für Musik „Felix Mendelssohn Bartholdy“
- Desde 1992: Escuela Superior de Música y Teatro «Felix Mendelssohn Bartholdy» — Hochschule für Musik und Theater „Felix Mendelssohn Bartholdy“.

## Facultades

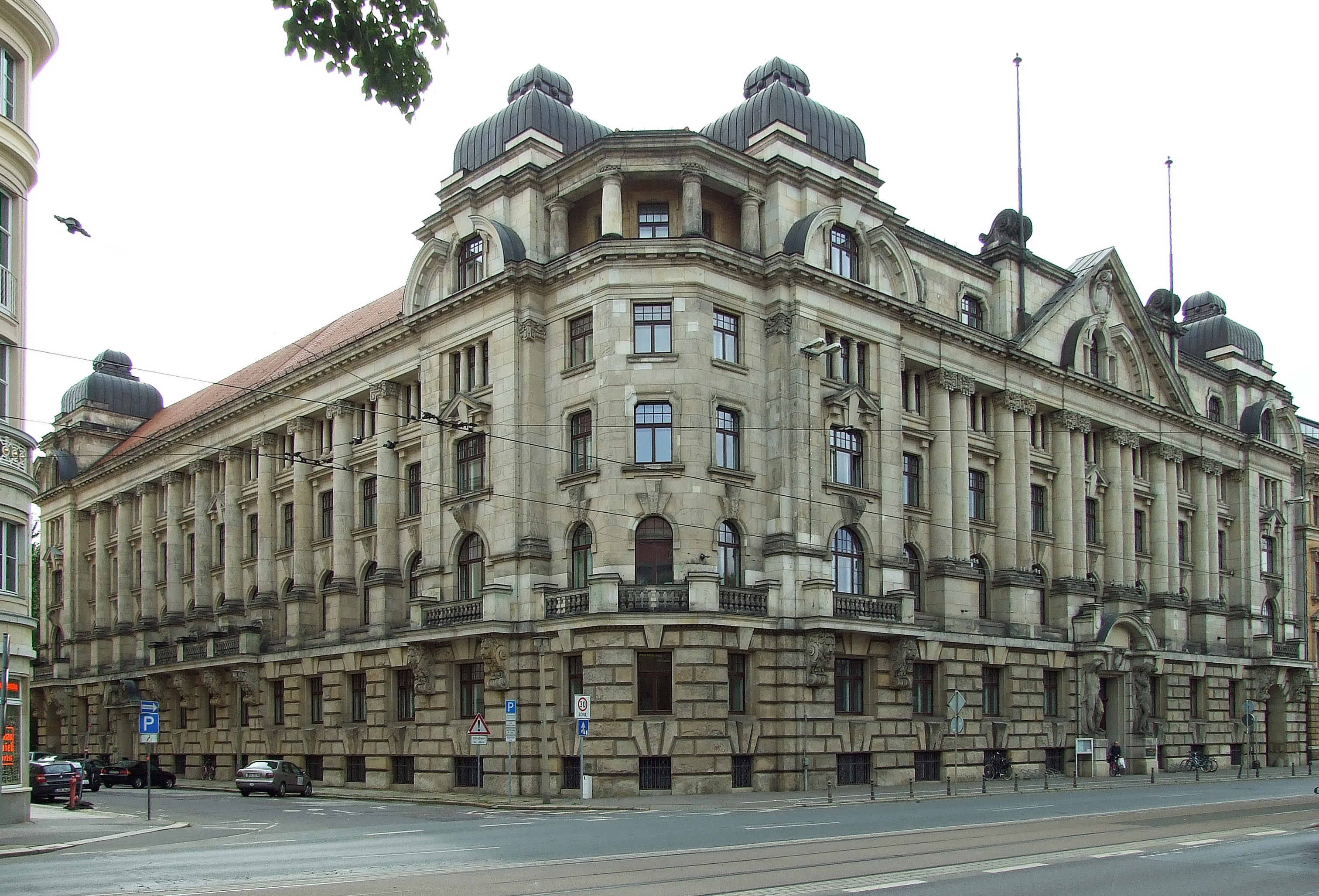
Edificio en Dittrichring

La Escuela Superior de Música tiene tres facultades y un total de trece especialidades:
- Facultad I
  - Instrumentos de viento y Batería
  - Dirección y Répétiteur
  - Canto y Teatro musical
  - Instrumentos de cuerda frotada y Arpa
- Facultad II
  - Música antigua
  - Piano
  - Composición y Solfeo
  - Música, Educación musical y Lingüística
  - Pedagogía musical
  - Instituto de Música Religiosa (K.I.)
- Facultad III
  - Dramaturgia
  - Jazz, Música popular y Musical
  - Actuación

## Oferta académica
- Pregrado
  - Didáctica de la música (Gymnasium)
  - Música religiosa
  - Composición
  - Dirección de orquesta
  - Dirección de coros y conjuntos
  - Repetiteur
  - Piano
  - Órgano
  - Instrumentos de viento y batería
  - Instrumentos de cuerda frotada y arpa
  - Canto
  - Música antigua
  - Jazz y música popular
  - Musical
  - Actuación
  - Solfeo
  - Dramaturgia
- Estudios complementarios y de postgrado
- Master
  - Composición
  - Dirección de orquesta
  - Dirección de coros y conjuntos
  - Música de cámara: piano, canto
  - Piano
  - Órgano
  - Instrumentos de viento y batería
  - Instrumentos de cuerda frotada y arpa
  - Música de cámara
  - Canto
  - Música antigua
  - Música contemporánea
  - Jazz
- Academia de Orquesta y estudios de clase Maestro.
  - Composición
  - Dirección de orquesta
  - Dirección de coros y conjuntos
  - Música de cámara: piano, canto
  - Piano
  - Órgano
  - Instrumentos de viento y batería
  - Instrumentos de cuerda frotada y arpa
  - Canto
  - Música antigua
  - Música contemporánea
- Estudios complementarios y diplomados conjuntamente con la Orquesta de la Gewandhaus de Leipzig.
- Doctorado.

## Biblioteca
Desde sus inicios, la Escuela Superior de Música y Teatro «Felix Mendelssohn Bartholdy» posee una biblioteca de tamaño considerable donada por editoriales de música y por diversas personalidades, tales como Conrad Schleinitz (1802-1881) y Hedwig von Holstein (1819-1897). De los años 1844 hasta 1881 existen protocolos de exámenes de Felix Mendelssohn Bartholdy (1809-1847), Carl Ferdinand Becker (1804-1877), Ignaz Moscheles (1794-1870), Moritz Hauptmann (1792-1868) y Ferdinand David (1810-1873). El rey de Sajonia Federico Augusto II (1797-1854) heredó a la biblioteca de la universidad valiosos duplicados de la Biblioteca Real de Dresde.
El músico Johannes Wolgast le dedicó una colección completa a la universidad a comienzos del siglo XX. En 1965 se le cedió a la Escuela Superior de Música y Teatro Felix Mendelssohn Bartholdy la colección del Konservatoriums Halle. Después de la fusión con la Escuela Superior de Dramaturgia Hans Otto, la universidad de música Mendelssohn Bartholdy recibió varias colecciones sobre Hans Otto.
La biblioteca posee una colección de 170.000 medios, a los que se adhieren 2.500 anuales. Estos medios se dividen en 40.000 libros, 150 Revistas, 120.000 Partituras, 12.000 de audio, microfilmes y recursos electrónicos.

## Estudiantes
En el año 2007 estuvieron inscritos 813 estudiantes en la Escuela Superior de Música y Teatro Felix Mendelssohn Bartholdy de los cuales 375 son hombres (46,1%)y 438 mujeres (53,9%). El porcentaje de estudiantes extranjeros es del 32%, con un total de 260. La mayoría de los estudiantes extranjeros que realizan sus estudios completos proviene de Asia y el Este de Europa mientras que los estudiantes de intercambio son solamente europeos.

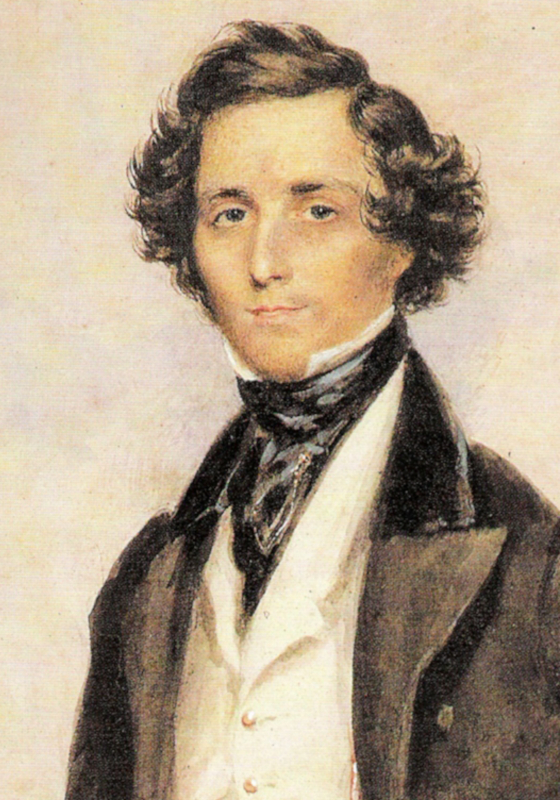
Felix Mendelssohn Bartholdy.

## Rectores
- 1843-1847: Felix Mendelssohn Bartholdy (1809-1847)
- 1939-1945: Johann Nepomuk David (1895-1977)
- 1945-1948: Heinrich Schachtebeck (1886-1965)
- 1948-1973: Rudolf Fischer (1913-2003)
- 1973-1984: Gustav Schmahl (* 1929)
- 1984-1987: Peter Herrmann (1941-2015)
- 1987-1990: Werner Felix (1927-1998)
- 1990-1997: Siegfried Thiele (* 1934)
- 1997-2003: Christoph Krummacher (* 1949)
- 2003-2006: Konrad Körner (* 1941)
- 2006-2015: Robert Ehrlich (* 1965)
- 2015-2020: Martin Kürschner (* 1954)

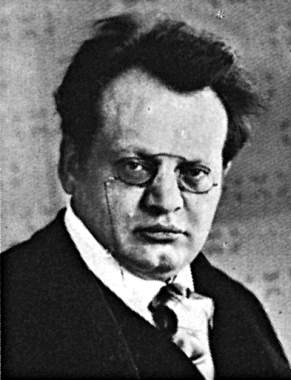
Max Reger.

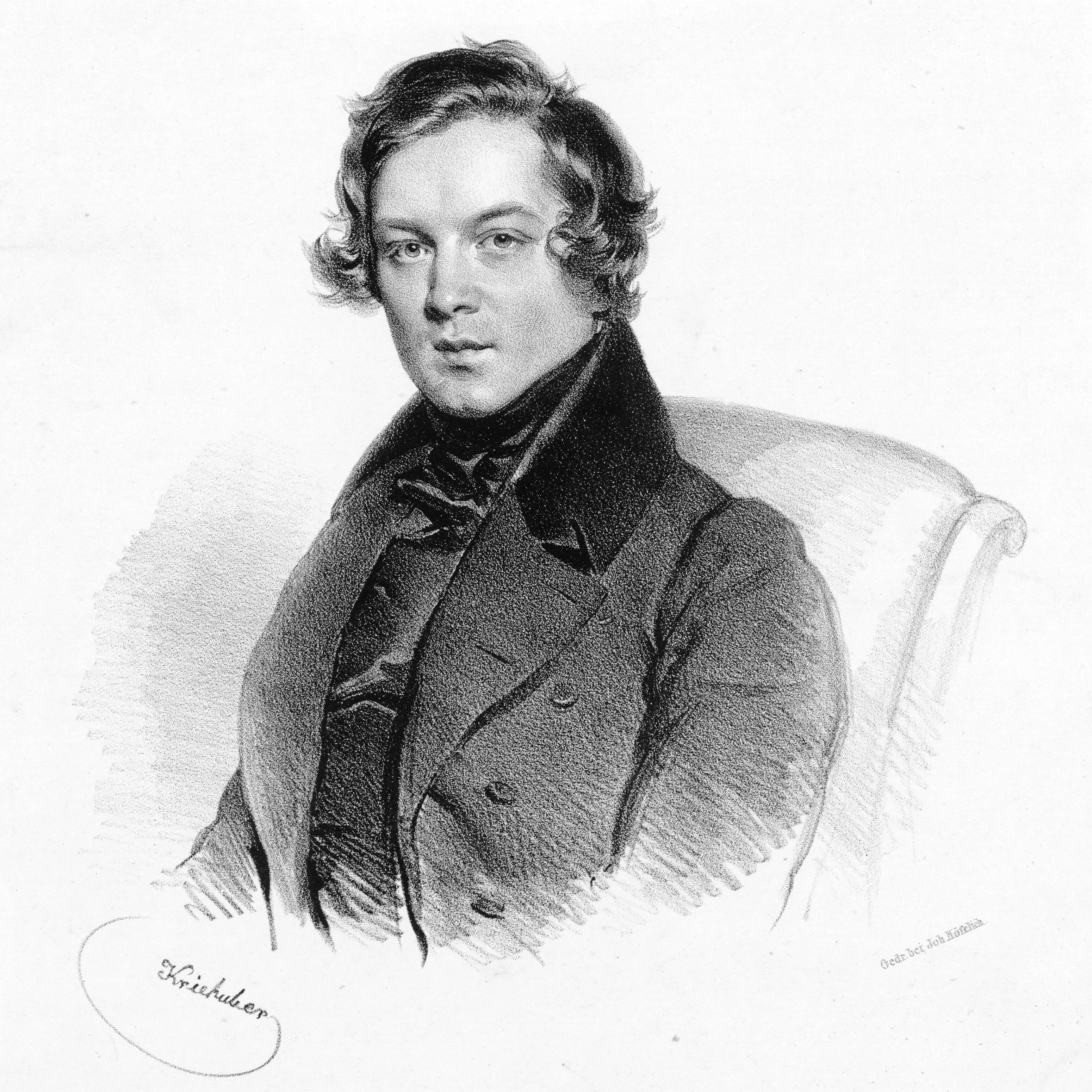
Robert Schumann.

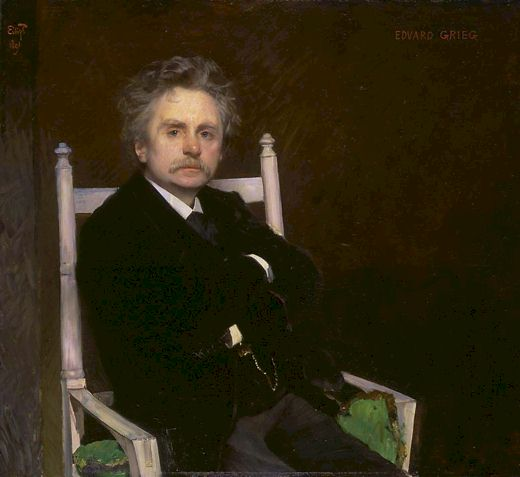
Edvard Grieg.

- Desde 2020: Gerald Fauth (*1959).

## Profesores destacados
- Felix Mendelssohn Bartholdy (1809-1847), compositor alemán, director de la Gewandhaus y fundador de la Universidad (abril 1843-1847)
- Karl Ferdinand Becker (1804-1877), organista alemán y compositor, profesor de historia de la música (desde 1848)
- Pepe Berns (* 1966), Jazz-bajista alemán, professor de jazz-contrabajo
- Richie Beirach (* 1947), pianista estadounidense, profesor de jazz y piano (desde 2000)
- Ferdinand David (1810-1873), virtuoso del violín alemán, compositor y masón, profesor de violín (desde 1843)
- Johann Nepomuk David (1895-1977), compositor austríaco, profesor y rector de la Universidad (1939-1945)
- Moritz Hauptmann (1792-1868), compositor alemán, violinista, profesor de teoría musical (desde 1843)
- Salomon Jadassohn (1831-1902), compositor judío alemán, pianista, profesor de piano, composición y teoría musical (desde 1871)
- Sigfrid Karg-Elert (1877-1933), compositor alemán, pianista, organista, profesor de piano (desde 1919)
- Julius Klengel (1859-1933), chelista, profesor de violonchelo (desde 1881)
- Ignaz Moscheles (1794-1870), compositor de Bohemia, pianista, profesor de piano (desde 1843)
- Karl Piutti (1846-1902), compositor alemán, profesor de composición (desde 1875)
- Max Reger (1873-1916), compositor alemán, pianista y director de orquesta, profesor de órgano y composición (1907-1908)
- Carl Reinecke (1824-1910), compositor alemán, pianista y director de orquesta, profesor de piano y composición (desde 1860)
- Robert Schumann (1810-1856), compositor alemán y pianista, profesor de piano (1843)
- Konrad Siebach (1912-1995), contrabajista alemán, profesor de contrabajo (1952-1992)
- Hugo Steurer, pianista alemán, profesor de piano

## Alumnos destacados
- Joseph Ascher (1829-1869), compositor y pianista holandés-judío
- 1899: Wilhelm Backhaus (1884-1969), pianista alemán
- 1974: Arndt Bause (1936-2003), compositor alemán
- Adolph Brodsky (1851-1929), violinista ruso.
- Rainer Büsching (* 1943), cantante de ópera alemán
- Frederick Delius (1862-1934), compositor inglés
- Matthias Goerne (* 1967), cantante alemán
- 1969: Jürgen Golle (* 1942), compositor alemán
- Hermann Grabner (1886-1969), compositor austríaco
- 1862: Edvard Grieg (1843-1907), compositor noruego
- Ludwig Güttler (* 1943), virtuoso de la trompeta
- Albrecht Haupt (* 1929), músico religioso alemán
- 1893: Johannes Helstone (1853-1927), director de orquesta, compositor y pianista de Surinam
- 1988: Tobias Künzel (* 1964), compositor y estrella del pop alemán (Die Prinzen)
- 1991: Sebastian Krumbiegel (* 1966), estrella del pop alemán (Die Prinzen)
- Christian Lahusen (1886-1975), compositor alemán
- 1858: Hermann Levi (1839-1900), compositor y director de orquesta alemán
- Hans-Martin Majewski (1911-1997), compositor alemán
- 1948: Kurt Masur (* 1927), director de orquesta alemán
- Ignaz Moscheles (1794-1870)), virtuoso del piano de Bohemia
- 1998: Greta Galisch de Palma (* 1976), actriz alemana
- Karl Richter (1926-1981), director de orquesta alemán
- Miklós Rózsa (1907-1995), compositor húngaro-estadounidense
- Theresa Scholze (* 1980), actriz alemana
- Georg Schumann (1866-1952), compositor alemán
- Robert Schumann (1810-1856), compositor y pianista alemán
- 1909: Johanna Senfter (1879-1961), compositor alemán
- 1932: Geirr Tveitt (1908-1981), compositor y pianista noruego.
- Nadja Uhl (* 1972), actriz alemana
- Simone Kermes, soprano Dramática

## Cooperación
La universidad Felix Mendelssohn Bartholdy es muy internacional y mantiene acuerdos de cooperación con más de 42 universidades en Europa:
- Hogeschool Antwerpen, Koninklijk Conservatorium Brussel.
- Det Kongelige Danske Musikkonservatorium Kopenhagen, Rytmisk Musikkonservatorium Kopenhagen.
- Sibelius-Akatemia Helsinki.
- Conservatoire National Supérieur de Musique et de Danse de Paris, Conservatoire National Supérieur de Musique et de Danse de Lyon.
- Birmingham Conservatoire, Royal Academy of Music London, Royal Northern College of Music Manchester, Guildhall School of Music & Drama.
- Cork Institute of Technology — Cork School of Music.
- Conservatorio Statale di Musica „Luigi Cherubini“ Firenze, Conservatorio di Musica „Giuseppe Verdi“ di Milano.
- Lietuvos muzikos akademija Vilnius.
- Conservatorium van Amsterdam, Hanze University Groningen, Koninklijk Conservatorium Den Haag, Conservatorium Maastricht, Hogeschool voor de Kunsten Utrecht.
- Norges Musikkhøgskole Oslo.
- Universität für Musik und darstellende Kunst Graz, Universität Mozarteum Salzburg, Universität für Musik und darstellende Kunst Wien.
- Akademia Muzyczna Katowice, Akademia Muzyczna w Krakowie, Akademia Muzyczna im. Karola Lipinskiego we Wroclawiu.
- Escola Superior de Música de Lisboa, Escola Superior de Música e Artes do Espectáculo do Porto.
- Universitatea de Muzica din Bucuresti.
- Kungliga Musikhögskolan i Stockholm, Musikhögskolan vid Göteborgs universitet, Musikhögskolan i Malmö.
- Hochschule für Musik und Theater Zürich, Musikhochschule Lugano.
- Real Conservatorio Superior de Música de Madrid, Escuela Superior de Música de Cataluña (Barcelona), Conservatorio Superior de Música de Salamanca, Conservatorio Superior de Música «Manuel Castillo» de Sevilla.
- Janáčkova akademie múzických umění v Brně, Akademie múzických umění v Praze.
- Liszt Ferenc Zeneművészeti Egyetem.